# أبناء المختبر
أبناء المختبر  (بالإنجليزية: Lab Rats)‏ المعروف أيضاً باسم أبناء المختبر: بيونيك إسلاند للموسم الرابع، هو مسلسل سيت كوم أمريكي. عرض لأول مرة في 27 فبراير 2012، على ديزني إكس دي، وبثت الحلقة الأخيرة في 3 فبراير 2016. تم تأليف هذه السلسلة من قبل كريس بيترسون وبريان مور والتي أنتجت من قبل إيتس أ لاو برودكشنز ل ديزني اكس دي. ويركز على حياة ليو دولي وأمه تاشا التي تتزوج من الملياردير العبقري دونالد دافنبورت. ليو يجد آدم، بري، وتشيس، ثلاثة اشخاص خارقين بواسطة تكنولوجيا خارقة مع انه يطور الصداقة الوثيقة.

## القصة
شاب مراهق يدعى ليو دولي قد عاش حياة طبيعية حتى اليوم التي  تزوجت والدته تاشا مرة أخرى من  الملياردير العبقري دونالد دافنبورت، الذين قد انتقلوا للعيش  معه. بينما يحاول العثور على غرفة نومه، ليو يكتشف بطريق الخطأ أشقاء مراهقين لديهم قوى إلكترونية تعيش في قبوه الجديد.  يعرض المسلسل حياة  المراهقين الخارقين ليبحثوا عن المغامرات وماقد يتعرضوا من مواقف  في محاولة لعيش حياة طبيعية مثل باقي الأسر في بلدة خيالية في ميشن كريك، كاليفورنيا.
كما يعرض المسلسل  في المواسم الثانية والثالثة والرابعة، فإن الأحداث تتطور مع قدوم الأخ الأصغر دونالد دوغلاس دافنبورت الذي ينضم في وقت لاحق لفرقة أبناء المختبر المؤلفة من ابن دوغلاس اندرويد، ماركوس دافنبورت، فيكتور كرين، تايلور (المعروف سابقا (S-1)، الذي انضم إلى أبناء المختبر خلال الموسم الرابع، سيباستيان (المعروف سابقا باسم S-3)،  وأيضا جنود كرين  الالكترونية  الذين يخططون لإعادة بناء ماركوس، وتروي الغربية، جيزيل اندرويد كريشن. في نهاية الموسم الثالث، دونالد يفتح أكاديمية إلكترونية على جزيرة إلكترونية لتدريب جنود كرين الالكترونية  ليكونوا أبطال الكترونيين جديدين  في العالم.

## الأداء
- بيلي أنجر بدور تشايس دافنبورت
- سبنسر بولدمان بدور  آدم دافنبورت
- كيلي برجلاند بدور بري دافنبورت
- تايرل جاكسون وليامزبدور ليو دولي
- هال سباركس بدور  دونالد دافنبورت

## الحلقات
List of Lab Rats episodes

## الإنتاج
تم تأليف هذه السلسلة من قبل كريس بيترسون وبريان مور. في 15 يناير 2011، بيلي ونجر، الذي يقوم بدور تشيس، ذكر أن السلسلة كان سيسمى في الأصل Billion Dollar Freshman . ومع ذلك، أعيد اطلاق الحلقة التجريبية، مع تغيير الاسم إلى أبناء المخبر Lab rats وإضافة  شخصية بري، التي هي الفتاة الوحيدة من المجموعة، وآدم. قررت ديزني اكس دي عرض سلسلة أبناء المختبر في يوليو 2011، ولكنه قرر عرضه لأول مرة في  2012 .
في 18 مايو 2012، تم تجديد أبناء المختبر  لموسم ثان. في 26 يوليو 2013، ديزني اكس دي تجدد أبناء المختبر لموسم ثالث. في مايو 2014، ديزني اكس دي تجدد أبناء المختبر لموسم رابع، مما يجعلها السلسلة الأصلية الثانية من ديزني اكس دي التي تتجاوز  ثلاثة مواسم، بعد كيكين ات "وقد عرض الموسم الرابع  في 18 مارس 2015. في 1 يوليو 2015، ذكر كيلي بيرغلوند في مقابلة أن الموسم الرابع سيكون الموسم النهائي. الحلقة الأخيرة من أبناء المختبر: بيونيك إسلاند بثت على ديزني اكس دي في 3 فبراير 2016.

## الإستقبال
في عام 2012 , حصل المسلسل على أعلى نسبة مشاهدة على قناة ديزني إكس دي.[بحاجة لمصدر]

## البث
المسلسل عرض لأول مرة في 27 فبراير 2012، على ديزني اكس دي  وفي 2 مارس 2012، على قناة ديزني. بثت لأول مرة في 24 فبراير 2012، على ديزني اكس دي  كندا. توقفت عن البث على ديزني اكس دي في كندا وانتقلت إلى قناة ديزني بسبب دي اتش اكس ميديا قد فقدت حقوق بث قنوات ديزني. بثت كمعاينة في 29 مارس 2012، وعرضت لأول مرة في 19 أبريل 2012، على ديزني إكس دي المملكة المتحدة وايرلندا ‏. عرض لأول مرة في 10 يونيو 2012، على ديزني إكس دي جنوب أفريقيا، بثت لأول مرة على قناة ديزني أستراليا ونيوزيلندا في 31 ديسمبر 2012، وعرضت رسميا في 10 يناير 2013. وعرض لأول مرة في 11 مارس 2013، على ديزني اكس دي ماليزيا وفي 5 أغسطس 2012، في بقية جنوب شرق آسيا على قناة ديزني آسيا وفي 16 مارس 2013، على ديزني اكس دي.

## سلاسل متتالية
في 3 سبتمبر 2015، أعلن أن أبناء المختبر سيكون لها سلسلة سبين أوف مشتركة مع مايتي ميد يسمى أبناء المختبر: قوة النخبة. فقط بيلي ونجر وكيلي بيرغلوند من لاب راتس تم الإعلان عن عودتهما لسلسلة جديدة جنبا إلى جنب مع برادلي ستيفن بيري، جيك شورت، وباريس بيرلك من مايتي ميد.  وأعلن في وقت لاحق أن مختبر الجرذان: قوة النخبة العرض الأول على ديزني اكس دي في 2 مارس 2016.

## جوائز وترشيحات
| سنة  | الجائزة             | الفئة                | المرشح                        | النتيجة | مصدر |
| ---- | ------------------- | -------------------- | ----------------------------- | ------- | ---- |
| 2016 | Kids' Choice Awards | برنامج تلفزيوني مفضل | أبناء المختبر: بيونيك أيسلاند | رُشِّح     |      |

## وصلات خارجية
- الموقع الرسمي
- أبناء المختبر على موقع IMDb (الإنجليزية)
- أبناء المختبر على موقع روتن توميتوز (الإنجليزية)
- أبناء المختبر على موقع نتفليكس (الإنجليزية)
- أبناء المختبر على موقع كينوبويسك (الروسية)
- أبناء المختبر على موقع ألو سيني (الفرنسية)
- أبناء المختبر على موقع قاعدة بيانات الفيلم (الإنجليزية)